# Электроизолятор
Эле́ктроизоля́тор — посёлок в Раменском городском округе Московской области. Население — 4141 чел. (2021).

## География
Расположен в восточной части Раменского городского округа, примерно в 16 километрах к востоку от города Раменское. Высота над уровнем моря — 140 метров. Рядом протекает река Дорка. К посёлку приписаны ГСК «Автотрек-1», ДНТ «Васильки» и СНТ «Электроизолятор». Ближайший населённый пункт — село Новохаритоново.

## История
До муниципальной реформы 2006 года входил в состав Новохаритоновского сельского округа Раменского района. Был административным центром сельского поселения Новохаритоновское.

## Население
| 2002 | 2010  | 2021  |
| ---- | ----- | ----- |
| 4247 | ↗4540 | ↘4141 |

По переписи 2002 года в посёлке проживало 4247 человек (1981 мужчина, 2266 женщин).

## Образование
Дошкольное образование:
- МДОУ Детский сад комбинированного вида № 28[9]
- МДОУ Детский сад общеразвивающего вида № 34[10]

Среднее общее образование:
- МОУ Ново-Харитоновская средняя общеобразовательная школа № 10[11]

Высшее образование:
- Гжельский государственный университет